# Roger Martens
Pour les articles homonymes, voir Martens.
Roger Martens (né à Membruggen le 25 juin 1922 - tué lors de sa déportation en Tchécoslovaquie le 22 avril 1945) est un résistant armé belge.  Il était lieutenant à l’Armée secrète.

## Commémoration
- Son nom est gravé sur le Monument aux morts de Membruggen.

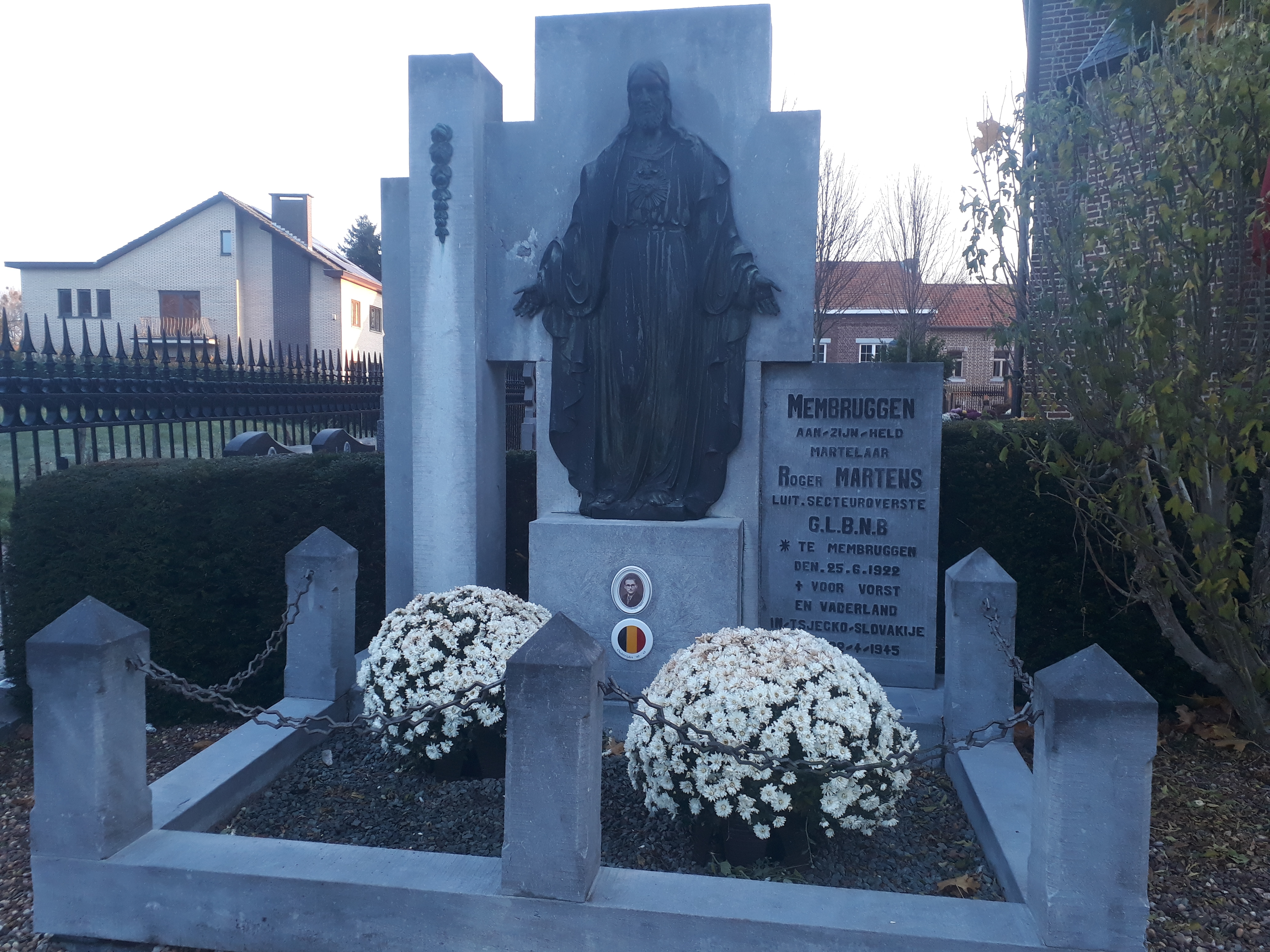
Inscription sur le monument aux morts de Membruggen

- Une rue de Membruggen porte son nom
- Plaque commémorative dans l’église de Membruggen, érigée par le FC Membruggen, son club de football